# Neolinycus michaelis
Neolinycus michaelis là một loài tò vò trong họ Ichneumonidae.